# Lechazo de Castilla y León

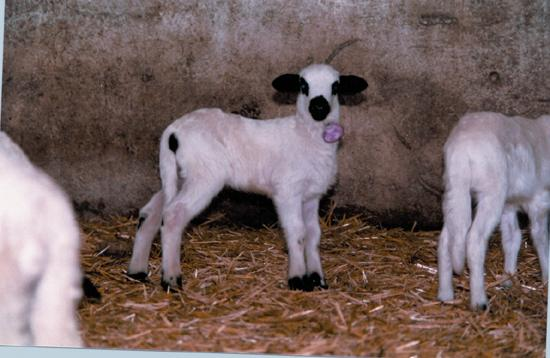
Lechazo de raza churra.

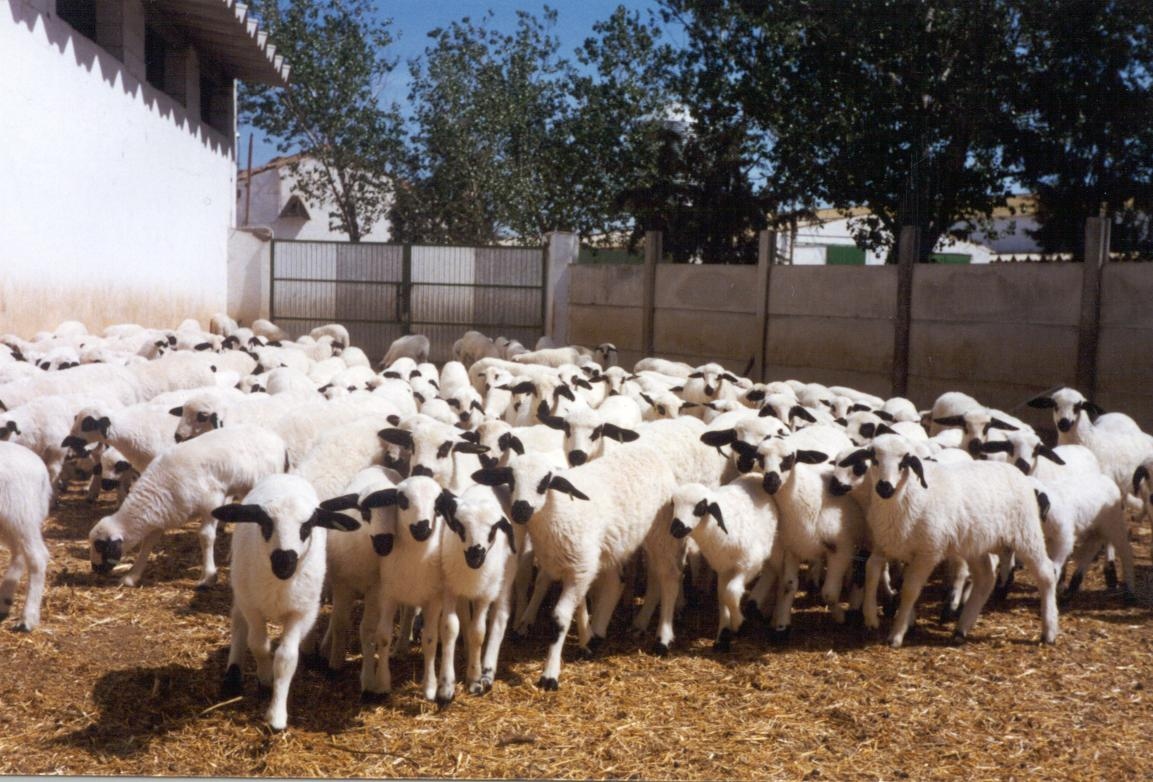
Lechazos de raza churra.

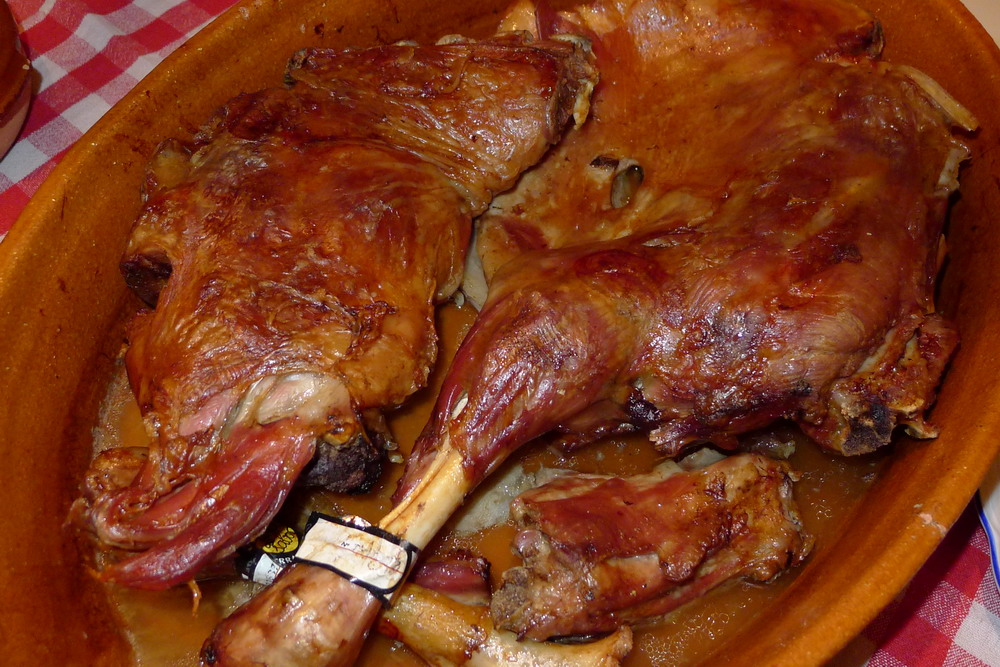
Cazuela de lechazo asado, la receta más tradicional que se emplea para su consumo.

El Lechazo de Castilla y León es una indicación geográfica protegida (IGP) creada en 1997 con la finalidad de promocionar y comercializar la carne de cordero de las razas autóctonas de Castilla y León.
En la gastronomía de Castilla y León se conoce como lechazo al cordero que solo se ha alimentado de leche materna, y los platos más tradicionales son el asado castellano, el cordero asado y el propio lechazo asado, que se cocina de forma tradicional en cazuela de barro y horno de leña. La zona de producción se extiende a todas las comarcas de Castilla y León, e incluye la carne de las razas ovinas churra, castellana y ojalada. Aglutina 483 explotaciones, en las que se marcan anualmente 167.000 lechazos. 
La sede del consejo regulador se encuentra en la ciudad de Zamora.

## Indicación geográfica
Los corderos lechales deben pesar en vivo de 9 a 12 kg, y deben ser sacrificados con una edad de hasta 35 días. Para ser incluidas en la indicación geográfica, las canales de los corderos deben cumplir las siguientes características:
- Sin cabeza ni asadura, peso de 4,5 kg a 7 kg.
- Con cabeza y asadura, peso de 5,5 kg a 8 kg.
- La grasa externa será de color blanco céreo.
- Color de la carne blanco nacarado o rosa pálido.
- Carne muy tierna.

Desde el mes de mayo de 1997 se cuenta con el reglamento de la indicación geográfica, en el que se detallan los municipios y comarcas que conforman el ámbito geográfico de producción, las razas admitidas, las zonas de sacrificio y faenado de la canal, así como las características que deben cumplir las canales para que los técnicos veedores de la IGP las admitan y las identifiquen con el logotipo y vitolas (etiquetas) de la indicación.
Desde el consejo regulador se garantiza la calidad de las canales que ampara, por un proceso de control que comienza desde el momento en que paren las ovejas, sigue durante el amamantamiento de las crías y finalizada en matadero, lugar en que los veedores hacen la clasificación y colocan tanto la etiqueta como las vitolas identificativas en el extremo distal de las cuatro extremidades.
La carne de estas piezas tiene un color blanquecino rosado, de olor poco intenso y de sabor suave y agradable, al haber sido alimentados exclusivamente de leche materna, sin añadir otras sustancias a su dieta.